# 第12回カンヌ国際映画祭
第12回カンヌ国際映画祭（だい12かいカンヌこくさいえいがさい）は1959年4月30日から5月15日にかけて開催された。

## 受賞結果
- パルム・ドール：『黒いオルフェ』（マルセル・カミュ）
- 審査員特別賞：『Sterne』（コンラート・ヴォルフ）
- 監督賞：フランソワ・トリュフォー（『大人は判ってくれない』）
- 男優賞：オーソン・ウェルズ、ディーン・ストックウェル、ブラッドフォード・ディルマン（『強迫/ロープ殺人事件』）
- 女優賞：シモーヌ・シニョレ（『年上の女』）
- 国際批評家賞：『二十四時間の情事』（アラン・レネ）[注 1]、『アラヤ』（マーゴット・ベナセラフ）
- 国際カトリック映画事務局賞：『大人は判ってくれない』（フランソワ・トリュフォー）
- 国際賞：『ナサリン』（ルイス・ブニュエル）
- 特別表彰：『白鷺』（衣笠貞之助）

## 審査員

### コンペティション部門
- 審査委員長 
  - マルセル・アシャール （フランス/作家）
- 審査員
  - アントニ・ボフヂェヴィチ (ポーランド/監督)
  - マイケル・カコヤニス (ギリシャ/監督)
  - セルゲイ・ワシリーエフ (ソ連/監督)
  - ジュリアン・デュヴィヴィエ (フランス/監督)
  - ジーン・ケリー (アメリカ/俳優)
  - ミシュリーヌ・プレール (フランス/女優)
  - カルロ・ポンティ (イタリア/プロデューサー)
  - カルロス・クエンカ (スペイン/ジャーナリスト)
  - マックス・ファヴェレリ (フランス/ジャーナリスト)
  - ピエール･ダニノ (フランス/作家)

## 上映作品

### コンペティション部門
アルファベット順。邦題ない場合は原題の下に英題。
| 題名 原題                                                               | 監督                         | 製作国                     |
| ----------------------------------------------------------------------- | ---------------------------- | -------------------------- |
| Araya                                                                   | マーゴット・ボナセラフ       | ベネズエラ フランス        |
| 強迫/ロープ殺人事件 Compulsion                                          | リチャード・フライシャー     | アメリカ合衆国             |
| セクシー・ガール Die Halbzarte                                          | ロルフ・ティーレ             | 西ドイツ                   |
| Fanfare                                                                 | ベルト・ハーンストラ         | オランダ                   |
| Édes Anna                                                               | ゾルタン・ファーブリ         | ハンガリー                 |
| Fröken April (Miss April)                                               | ゴラン・ジェンテレ           | スウェーデン               |
| Helden (Arms and the Man)                                               | フランツ・ペーター・ヴィルト | 西ドイツ                   |
| Jakten (The Chasers)                                                    | Erik Løchen                  | ノルウェー                 |
| Kriegsgericht (Court Martial)                                           | クルト・メイゼル             | 西ドイツ                   |
| La Cucaracha (The Soldiers of Pancho Villa)                             | イスマエル・ロドリゲス       | メキシコ                   |
| Lajwanti                                                                | ナレンドラ・スリ             | インド                     |
| 大人は判ってくれない Les quatre cents coups                             | フランソワ・トリュフォー     | フランス                   |
| ハネムーン Luna de miel                                                 | マイケル・パウエル           | イギリス スペイン          |
| Matomeno iliovasilemma (Bloody Twilight)                                | アンドレアス・ラブリノス     | ギリシャ                   |
| 真夜中 Middle of the Night                                              | デルバート・マン             | アメリカ合衆国             |
| ナサリン Nazarín                                                        | ルイス・ブニュエル           | メキシコ                   |
| 黒いオルフェ Orfeu Negro                                                | マルセル・カミュ             | フランス ブラジル イタリア |
| Отчий дом (Otchiy Dom) (A Home for Tanya)                               | レフ・クリジャーノフ         | ソビエト連邦               |
| Polycarpo dei tappeti (Policarpo)                                       | マリオ・ソルダーティ         | イタリア                   |
| Rapsódia Portuguesa (Portuguese Rhapsody)                               | ジョアン・メンデス           | ポルトガル                 |
| 年上の女 Room at the Top                                                | ジャック・クレイトン         | イギリス                   |
| 真夏の夜の夢 Sen noci svatojanske                                       | イジー・トルンカ             | チェコスロバキア           |
| 白鷺                                                                    | 衣笠貞之助                   | 日本                       |
| Звезди (Sterne) (Stars)                                                 | コンラート・ヴォルフ         | ブルガリア 東ドイツ        |
| Tang fu yu sheng nu                                                     | Tien Shen                    | 中国                       |
| アンネの日記 The Diary of Anne Frank                                    | ジョージ・スティーヴンス     | アメリカ合衆国             |
| Touha (Desire)                                                          | ヴォイチェフ・ヤスニー       | チェコスロバキア           |
| Влак без возног реда (Vlak bez voznog reda) (Train Without a Timetable) | ヴェリコ・ブライーチ         | ユーゴスラビア             |
| Zafra (Sugar Harvest)                                                   | ルーカス・デマレ             | アルゼンチン               |